# مریان (لوئیزیانا)
مریان (به انگلیسی: Marion) شهری در ایالت لوئیزیانا کشور ایالات متحده آمریکا است که جمعیت آن در سرشماری سال ۲۰۱۰ میلادی، ۷۶۵ نفر بوده‌است.